# Dedh Ishqiya
Pour plus de détails, voir Fiche technique et Distribution.
Dedh Ishqiya est une comédie satirique indienne, réalisée par Abhishek Chaubey, sortie en 2014.

## Synopsis
Khalujan et son neveu Babban forment un duo de petits escrocs se faisant passer pour un Nawab et son valet. Séparés dans leur fuite après avoir volé un collier de prix, ils se retrouvent à la cour de la Begum Para, récemment veuve. Celle-ci organise une joute poétique dont le vainqueur obtiendra sa main et deviendra le Nawab de Mahmudabad. Khalujan participe au concours et tombe sous le charme de la belle Begum tandis que Babban s'éprend de sa suivante, la ravissante Muniya. Mais le titre de Nawab est également convoité par Jaan Mohammad, gangster des griffes duquel Khalujan et Babban ont les plus grandes difficultés à tirer les deux charmantes femmes. Malheureusement, cela ne leur vaut guère de reconnaissance.

## Fiche technique
Sauf indication contraire, les informations mentionnées dans cette section peuvent être confirmées par la base de données cinématographiques IMDb,  présente dans la section « Liens externes ».
- Titre : Dedh Ishqiya
- Titre original : डेढ़ इश्किया
- Réalisation : Abhishek Chaubey
- Scénario : Abhishek Chaubey, Vishal Bhardwaj
- Casting : Honey Trehan
- Dialogues : Vishal Bhardwaj
- Décors : Subrata Chakraborthy, Amit Ray
- Costumes : Payal Saluja
- Son : Kunal Sharma
- Photographie : Satyajit Pande
- Montage : A. Sreekar Prasad
- Musique : Vishal Bhardwaj
- Paroles : Gulzar
- Production : Vishal Bhardwaj, Raman Maroo
- Sociétés de production : Shemaroo Entertainment, Vishal Bhardwaj Pictures
- Pays d'origine :  Inde
- Langue : Hindi, ourdou
- Format : Couleurs - 2,35:1 - DTS / Dolby Digital / SDDS - 35 mm
- Genre : Comédie, drame,  romance, thriller
- Durée : 152 minutes (2 h 32)
- Dates de sorties en salles : 
  -  Inde : 10 janvier 2014

## Distribution
- Madhuri Dixit : Begum Para[1]
- Arshad Warsi : Razzaakh Hussain alias Babban
- Naseeruddin Shah : Ifthekhar alias Khalujan
- Huma Qureshi : Muniya
- Vijay Raaz : Jaan Mohammad
- Manoj Pahwa : Nawab Italwa
- Ravi Gossain : Liyaakat Ali
- Salman Shahid : Mushtak Bhai

## Accueil
Dedh Ishqiya est très bien accueilli par les critiques indiens qui soulignent la qualité de la réalisation, du scénario, des dialogues et de l'interprétation ; ils apprécient également l'humour et la poésie dont il est imprégné.
Le film génère en Inde une recette de 270 000 000 roupies ce qui en fait un film rentable.